# Jogos Abertos do Interior de São Paulo de 2018
Os LXXXII Jogos Abertos do Interior foram a edição de 2018 dos Jogos Abertos do Interior, um evento multiesportivo realizado em São Carlos, estado de São Paulo, de 12 de novembro a 24 de novembro de 2018. Foram 254 cidades inscritas e 217 cidades presentes, num total de 15 400 atletas competiram nos 27 modalidades e 3 modalidades extras. A cidade teve pouco tempo para se preparar para receber o evento dos jogos, e com muito empenho e algumas reformas e realizou com pleno êxito esses jogos.

## História
Pela terceira vez a cidade de São Carlos, recebe os Jogos Abertos do Interior, sendo que a primeira foi em 1940 e a segunda em 1957 e teve a sua abertura oficial no Ginásio Milton Olaio Filho, no dia 14 de novembro de 2018, com a presença de várias autoridades municipais e estaduais.
A maior delegação foi a de de São José dos Campos com 598 atletas, seguidos da delegação da cidade sede com 400 atletas e a cidade Araraquara com 380 atletas.
A solenidade de abertura foi no Ginásio Milton Olaio Filho e foi marcante com a presença de famosos do esporte.

### Mascote dos jogos
São Carlos teve como mascote desta edição dos jogos
- O robô Babi, em homenagem ao criador dos Jogos Abertos do Interior. Desde o início dos anos 2000, o maior evento esportivo da América Latina passou a homenagear o homem visionário que deu visibilidade às muitas modalidades esportivas.[10][11]

## Título
Top ten - Pontuação final
- A Campeã foi a cidade de São José dos Campos (260 pontos)[12]
- Vice-campeã foi a cidade de São Bernardo do Campo - (204 pontos)
- 3ª colocada foi a cidade de Santos - (186 pontos)
- 4ª colocada foi a cidade de Sorocaba - (154 pontos)
- 5ª colocada foi a cidade de Jundiaí - (145 pontos)
- 6ª colocada foi a cidade de São Caetano do Sul - (134 pontos)
- 7ª colocada foi a cidade de Osasco - (128 pontos)
- 8ª colocada foi a cidade de Araraquara - (121 pontos)
- 9ª colocada foi a cidade de São Carlos - (118 pontos)
- 10ª colocada foi a cidade São José do Rio Preto - (115 pontos)

### Modalidades extras
- Basquete 3x3[13]
- Beach Tênnis[14]
- Rugby[15][16]